# Krummhörn
Krummhörn là một đô thị ở huyện huyện Aurich, trong bang Niedersachsen, nước Đức. Đô thị Krummhörn có diện tích km². Đô thị này nằm gần cửa sông Ems, cự ly khoảng 20 km về phía tây nam của Norden, và 15 km về phía tây bắc của Emden.
Đô thị Krummhörn gồm 19 làng (dân số thời điểm ngày 31 tháng 12 năm 2008):
| - Campen (507) - Canum (293) - Eilsum (612) - Freepsum (406) - Greetsiel (1553) - Grimersum (604) - Groothusen (483) | - Hamswehrum (493) - Jennelt (384) - Loquard (621) - Manslagt (413) - Pewsum, Hauptort der Gemeinde (3289) - Pilsum (594) - Rysum (730) | - Upleward (405) - Uttum (505) - Visquard (720) - Woltzeten (200) - Woquard (191) |